# Fàbrica Kreenholm
La Fàbrica Kreenholm —en estonià: Kreenholmi Manufaktuur— va ser una empresa tèxtil ubicada a l'illa fluvial de Kreenholm, a la ciutat de Narva, Estònia, prop de la frontera amb Rússia. Està situada al llarg de les ribes del riu Narva, al costat de les grans cascades de Narva, a 16 quilòmetres del mar Bàltic. Va ser fundada per Ludwig Knoop el 1857, un comerciant de cotó de Bremen, Alemanya. En el seu moment, els molins de filatura i fabricació de cotó de l'empresa van ser els més grans del món, i Kreenholm va ser considerada en la seva època com la fàbrica més important de l'antic Imperi Rus, posseint 32.000 acres de terra i emprant 12.000 persones.
El 1872, la fàbrica de Kreenholm va ser escenari de la primera vaga laboral en la història d'Estònia, així com una de les vagues més primerenques en tot el llavors Imperi Rus. Després de la invasió i ocupació soviètica d'Estònia el 1940, les propietats de l'empresa van ser nacionalitzades. Els actius de Kreenholm van ser privatitzats novament el 1994, tres anys després que Estònia recuperés la seva independència. La nova empresa va fer fallida el 2010 i va continuar amb operacions limitades després de la compra per part d'un nou propietari —Kreenholmi Manufaktuur OÜ—.

## Història
L'illa on s'ubicaria la fàbrica estava situada entre dues cataractes del riu Narva, amb vistes a la ciutat de Narva. La zona va formar part de Suècia fins a ser capturada pel Tsarat Rus el 1704, durant la Gran Guerra del Nord (1700–1721). Al llarg del Segle XVIII, només existia un petit serrall a l'illa, ja que una adinerada família de comerciants alemanys locals era propietària de l'illa i la utilitzava com a lloc d'estiueig. Durant la dècada de 1820, un comerciant alemany va intentar sense èxit iniciar una fàbrica de llana a l'illa; aquesta empresa va ser dissolta el 1831.

### Mitjans delSegle XIXi fundació de Kreenholm

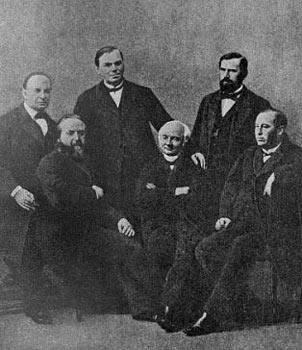
Els fundadors de la Kreenholm Manufacturing Company (1857). Dempeus, des de l'esquerra: Ernst Kolbe, els germans Aleksey Khludov i Gerasim Khludov. Asseguts, des de l'esquerra: Kuzma Soldatyonkov, el baró Ludwig Knoop i Richard Barlow. (Il·lustració de l'Àlbum «Manufactura de Krenholm. Descripció històrica, composta amb motiu del cinquantè aniversari de la seva existència»; Sant Petersburg, 1907).

El 1856, Ludwig Knoop, pioner de la indústria cotonera, va comprar l'illa de Kreenholm per 50.000 rubles als hereus del comerciant local Sutthoff. L'empresa manufacturera va ser fundada un any després, el 1857, per Knoop juntament amb els inversors inicials Kuzma Soldatyonkov, Aleksey Khludov, Gerasim Khludov, Richard Barlow i Ernst Kolbe. Es va constituir com una societat per accions composta inicialment per 400 accions de 5.000 rubles cadascuna, cosa que valorava l'empresa en 2 milions de rubles. L'estatut va ser aprovat pel tsar Alexandre II el 23 de juliol de 1857. Knoop va ser el director general de l'empresa fins a la seva mort el 1894, sent succeït en el càrrec per Johann Prowe.

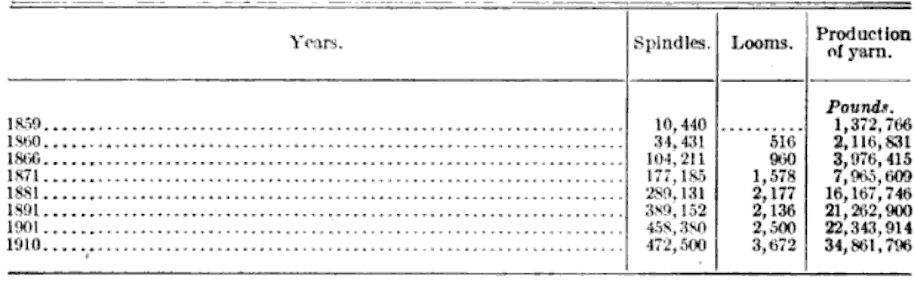
Taula que mostra el creixement de la producció de la fàbrica durant els seus primers 50 anys, en termes de producció.

Diversos convidats prominents van assistir a la cerimònia de col·locació de la primera pedra el 30 d'abril de 1857. El disseny original de la fàbrica constava de quatre grans edificis dividits en dues fàbriques. Un edifici de filatura «esquerre» i un «dret» —anomenats korpus—, que junts formaven la fàbrica de filatura, i una fàbrica de teixit concebuda de la mateixa manera. El korpus esquerre de la fàbrica de filatura va ser el primer a completar-se a la tardor de 1857 i va començar a operar a la tardor de 1858; més tard seria conegut com la «Meitat Antiga» o l'«Ala Vella». Els altres tres edificis es van construir en els anys següents, amb la major part del treball completat cap a 1862, encara que el creixement continu de la plantilla de treballadors va portar a una expansió d'habitatges per a empleats durant la dècada de 1860.
A més de les fàbriques i els dormitoris, durant aquells anys es van construir altres edificis, entre ells: una casa d'apartaments per a empleats administratius, una casa per a capatassos i supervisors, una petita escola, una petita infermeria i una farmàcia.

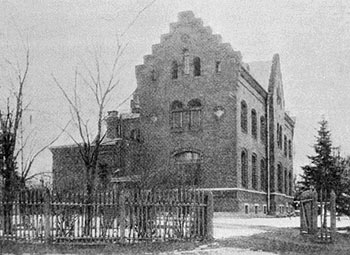
La casa construïda per al director de l'empresa.

Les fàbriques van ser construïdes amb pedra calcària d'una pedrera local; totes les estructures per als treballadors es van construir amb troncs. Com que el mar Bàltic es troba a només uns 16 km, es van erigir grans magatzems de cotó al port, a la desembocadura del riu, on s'emmagatzemava el cotó importat directament dels Estats Units o de Liverpool, i després es transportava riu amunt fins a la fàbrica segons es necessitava. El 1870 es va construir una nova filatura a l'illa, i el 1872 la companyia va comprar l'illa adjacent de Georgiyevsky, on es va edificar una altra fàbrica el 1899. L'empresa també va adquirir la mansió de Joala i la va convertir en una fàbrica el 1884, ampliant-la el 1890. El complex fabricava inicialment calicó i rebia matèries primeres d'Amèrica, Egipte i Índia. L'obertura del ferrocarril Sant Petersburg–Tallinn (Reval) va permetre l'accés als mercats de l'Àsia Central. El 1893 comptava amb 340.000 fusos, 22.000 telers i emprava 7.000 persones.
El professor Gerhart von Schulze-Gävernitz va visitar les fàbriques a la dècada de 1890 i va afirmar que «tot el lloc és un tros d'Anglaterra en sòl rus».
La maquinària de cardat i filatura procedia de l'empresa Platt Brothers & Co Ltd, d'Oldham, Anglaterra. Alguns dels telers eren anglesos, però la majoria van ser fabricats per la mateixa empresa a la seva foneria i taller mecànic, els quals estaven annexos a la fàbrica. La font d'energia principal incloïa 11 turbines hidràuliques amb una potència combinada de 8.550 cavalls de vapor, complementades per motors de vapor amb 700 cavalls de vapor. El 70% dels fusos s'utilitzava per fabricar filats destinats principalment a teixidors dels districtes tèxtils de Sant Petersburg i Moscou. Una especialitat de la fàbrica era el fil de torsió 90s, elaborat amb cotó egipci, per a fabricants de pneumàtics. La gamma de filats produïts era àmplia, des de 3s fins a 90s, i uns 330.000 fusos eren del tipus mule. El teixit consistia principalment en teles estampades de diverses construccions i sateens, ambdues teixides amb ordit de 34s i trama de 38s. Pràcticament tota la producció s'enviava a una fàbrica a Moscou durant aquella època.

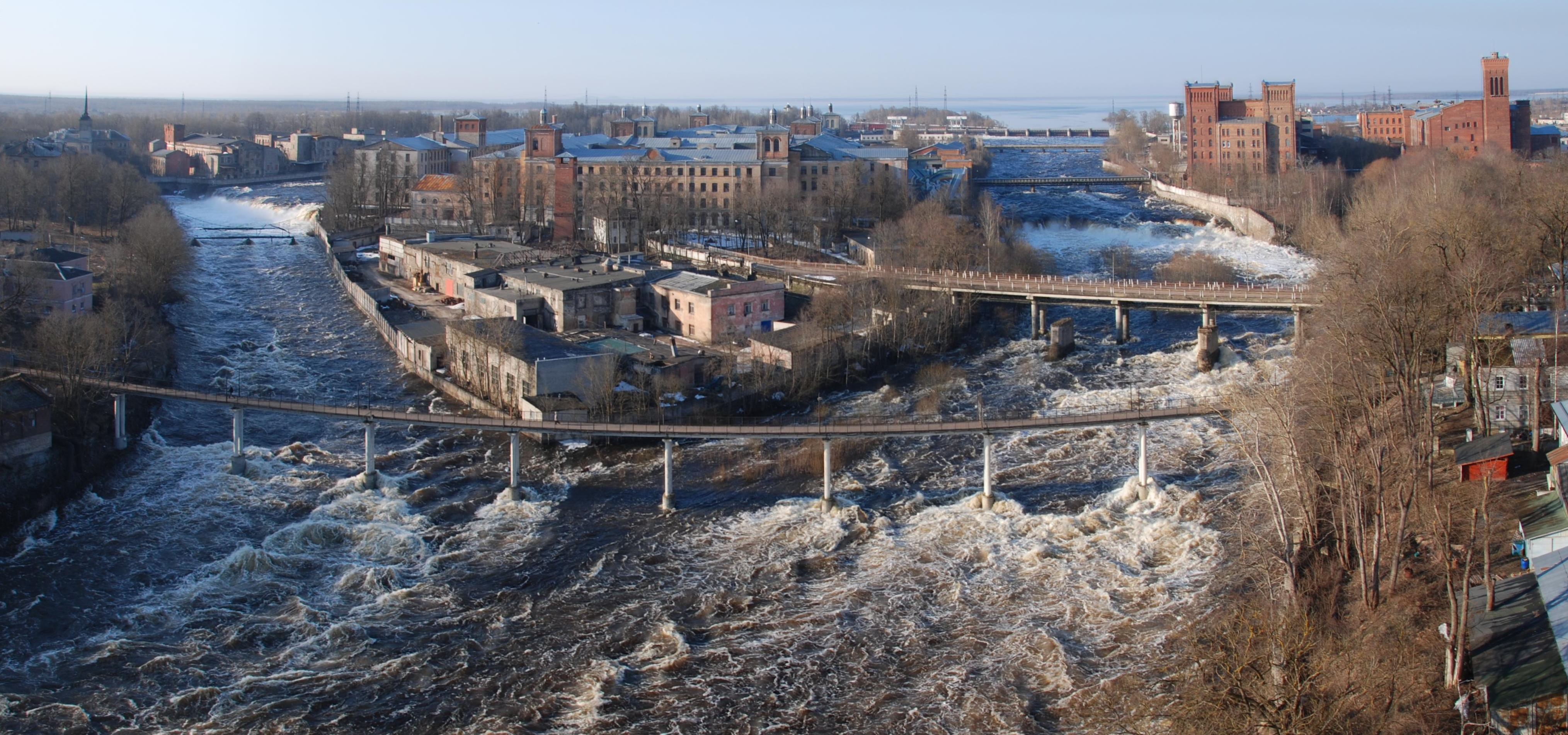
Vista general de l'illa i les seves instal·lacions.

Els directors i subdirectors de les fàbriques eren principalment anglesos, encara que també hi havia alguns alemanys i russos. La majoria dels obrers eren estonians, encara que la proporció inicial de treballadors russos va augmentar amb el temps. La companyia proporcionava un hospital, educació per a 1.200 nens, una església luterana —per als estonians i alemanys— i una Església Ortodoxa Russa —construïda amb un cost de 250.000 dòlars—. Els empleats vivien a la fàbrica pagant un lloguer simbòlic. Els propietaris oferien una assignació mensual i menjar als treballadors que haguessin treballat més de 30 anys a la fàbrica. 

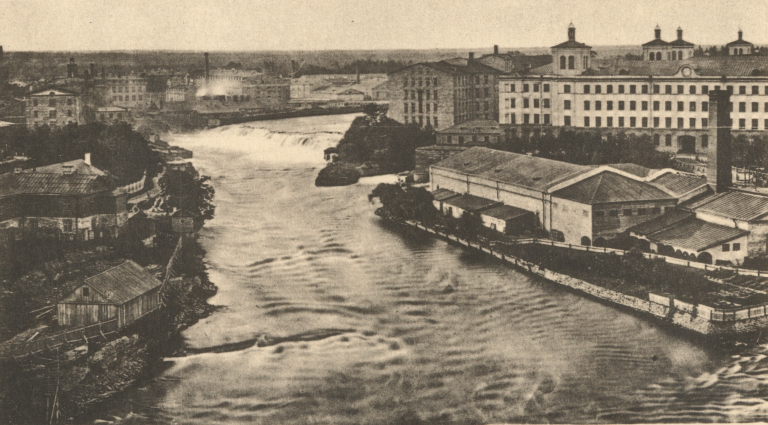
El riu Narva, les cascades de Narva i els edificis de la Kreenholm Manufacturing Company, 1886.

### La vaga de 1872
El 21 de juliol de 1872 es va produir un brot de còlera dins de la fàbrica que va començar a propagar-se entre els treballadors. L'inspector mèdic provincial, el Dr. Johann-Eduard von Falk, va investigar el succés i va datar el període del brot entre el 21 de juliol i el 21 de setembre. Va informar de 503 infeccions i 334 morts a la fàbrica, encara que aquestes xifres —que van ser revisades contínuament— van ser qüestionades per treballadors i observadors externs que pensaven que els nombres reals eren molt més alts. Davant les dures condicions laborals i de vida, els empleats van culpar l'administració de la fàbrica per la seva incapacitat per contenir la malaltia.
El 9 d'agost, els paletes que treballaven a la fàbrica van demanar el pagament endarrerit i permís per marxar fins que la malaltia remetés, però l'administració va rebutjar la seva sol·licitud. Aquell mateix dia, 120 paletes es van dirigir a la ciutat de Narva per demanar ajuda al govern provisional. Després d'una reunió infructuosa amb el cap regional de la Gendarmeria Imperial, van tornar a l'illa aquella mateixa nit. En tornar a la fàbrica, centenars de paletes van començar a marxar solemnement al voltant del recinte en senyal de protesta.
L'endemà, el cap regional de la gendarmeria, el major Nikolái Andreianov, va rebre ordres de millorar les mesures de prevenció a la fàbrica i d'acomiadar els paletes que continuessin queixant-se. Dels 450 membres del gremi de paletes, només 190 van romandre a la fàbrica. No obstant això, menys d'una setmana després, els casos de còlera van assolir el seu punt màxim i molts dels que havien marxat van començar a tornar. Després d'aquest episodi, els paletes no van tornar a participar en disputes laborals.
El 14 d'agost de 1872, durant la jornada laboral, uns 500 dels 900 teixidors van abandonar els seus telers i es van congregar davant de l'oficina de la direcció per exigir millors condicions laborals. És probable que la causa immediata fos que les finestres de la fàbrica romanien obertes per raons higièniques, cosa que feia que els treballadors passessin fred. Ernst Kolbe, director de la fàbrica en aquell moment i un dels principals accionistes, va sol·licitar ajuda a la gendarmeria de Narva quan les demandes dels treballadors van anar més enllà del tancament de finestres. El major Andreianov va acudir amb tres oficials per mediar en la negociació entre Kolbe i deu teixidors elegits pels mateixos treballadors.
Després de plantejar les seves demandes, Kolbe va argumentar que els propietaris havien de venir des de Moscou per autoritzar els canvis, per la qual cosa els treballadors van accedir a continuar treballant mentre esperaven. Durant la setmana, més treballadors —incloent-hi molts filadors— es van unir a les protestes. El 21 d'agost, la delegació de treballadors va negociar les seves demandes revisades amb dos propietaris arribats de Moscou, entre ells l'inversor principal Ludwig Knoop, amb el governador provincial com a mediador. Al llarg del dia, es van concedir algunes millores, com una lleu reducció de la jornada laboral i un augment de salari.
El 9 de setembre, un grup de 24 treballadors va presentar una contra-sol·licitud, possiblement en coordinació amb la direcció, demanant que es restablís l'antic sistema de Kreenholm. En assabentar-se d'això a la taverna de la fàbrica, un grup de treballadors va marxar cap a la casa d'un gerent per protestar. La multitud va ser dispersada pacíficament, però els treballadors van enviar representants a la gendarmeria de Narva per apel·lar al govern. Se'ls va negar una reunió amb el governador, encara que Andreianov els va suggerir acudir al cap de policia, i els treballadors van accedir a esperar.
Més tard, després de conèixer la versió dels directius sobre el que havia succeït la nit anterior, el cap de policia del districte, Hakenrichter Girard, va arrestar sis delegats dels treballadors, que van ser condemnats a una setmana a la presó de Narva. L'endemà al matí, alguns treballadors més van ser arrestats. En assabentar-se d'això, uns 200 teixidors van abandonar els seus llocs per exigir l'alliberament dels seus companys. Armats amb objectes contundents, van tornar a la tarda per envoltar l'oficina de l'administració i bloquejar el pont que connectava l'illa amb la riba oest.

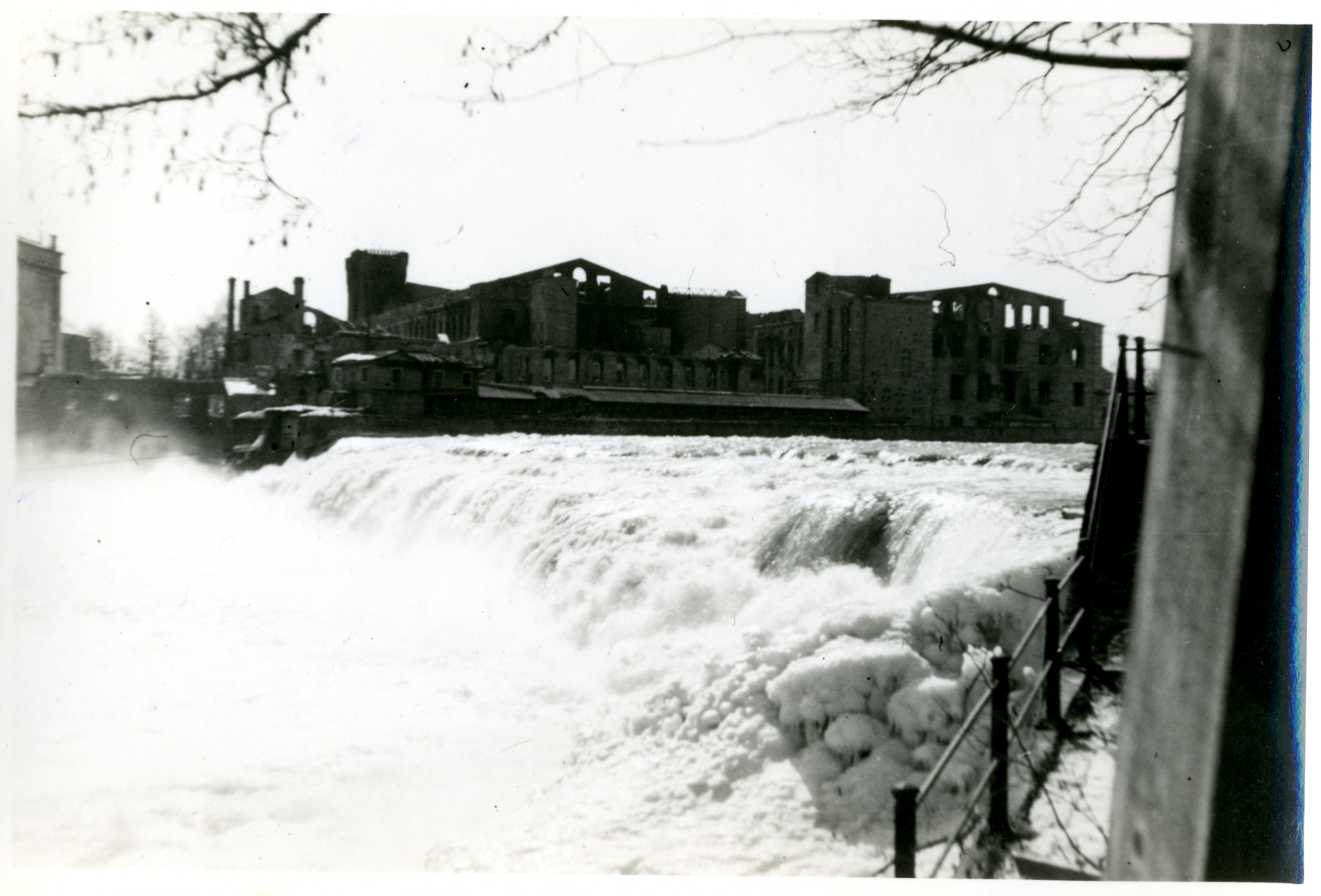
Les cascades de Narva, de 7 metres, que alimentaven gran part de la fàbrica.

Un altre grup, de diversos centenars de treballadors, va marxar cap a Narva per demanar l'alliberament dels detinguts. Les autoritats locals i la direcció de la fàbrica van demanar suport militar. Al vespre van arribar 220 soldats, que van dispersar la multitud i van mantenir l'ordre durant la nit. L'endemà van continuar els altercats entre treballadors i soldats. Molts empleats continuaven negant-se a treballar i tractaven d'impedir que altres poguessin accedir a la fàbrica. Al migdia, l'administració va enviar a casa els qui havien acudit a treballar i la fàbrica va tancar completament. Davant la incapacitat de contenir les accions dels treballadors, es va convocar el governador provincial i un regiment imperial, que va arribar a les 6 de la tarda i va aconseguir restablir l'ordre. Aquesta va ser la primera gran vaga industrial a Estònia.
L'endemà es va obrir una investigació oficial sobre els esdeveniments. Els soldats van continuar arrestant els instigadors fins al divendres 15 de setembre. En retirar-se les tropes, el governador va ordenar reorganitzar la policia local per respondre millor a futurs conflictes a la fàbrica, destituint el cap de la policia de l'empresa i dissolent de facto la seva força.
Del 18 al 28 de setembre de 1872, el tribunal de districte va celebrar una sessió especial per jutjar els delictes comesos durant la vaga: 29 treballadors van ser imputats. Les tensions entre treballadors i direcció van continuar al setembre i octubre, per la qual cosa es va formar una comissió estatal el 17 d'octubre per avaluar la situació. L'informe final, lliurat el 15 de novembre, va dictaminar que Kreenholm havia de sotmetre's a les lleis generals del país —anul·lant un estatut anterior—, que una força policial permanent designada pel governador seria assignada a la fàbrica i que l'antic sistema de multes als treballadors seria reemplaçat per un «més just». No obstant això, només algunes d'aquestes mesures es van implementar realment, a mesura que la supervisió del govern s'esvaïa.
Deu anys després, el 1882, va tenir lloc una segona vaga de treballadors a la fàbrica. Un col·lectiu de filadors va abandonar els seus llocs per enfrontar novament l'administració amb queixes relacionades amb la compensació i les condicions de vida a la fàbrica. Com a resposta, es va produir un tancament patronal i el govern, anticipant nous disturbis, va enviar tres batallons a Kreenholm. L'exèrcit va romandre una setmana al lloc mentre la vaga continuava, encara que petits grups de treballadors van començar a reincorporar-se als seus llocs durant aquell temps. Alguns dels treballadors que havien recorregut a accions violentes van ser arrestats, mentre que la fàbrica va reprendre les seves operacions amb normalitat la setmana següent.

### Segle XX
Els fills de Knoop, Theodor i Andreas, van assumir la direcció de la fàbrica després de la mort de Johann Prowe el 1901. Kreenholm dominava l'economia local de Narva en aquella època. El 1903, l'empresa produïa ras, lustrina, Mussolina i batista. El 1910, els salaris pagats van ascendir a 1.370.000 dòlars. Aquell any es van utilitzar 74.660 fardells de cotó, dels quals es van obtenir 34.861.796 lliures de fil i 159.994 peces de tela —d'una mitjana de 45 iardes cadascuna—. Abans de la Primera Guerra Mundial, la fàbrica emprava 10.400 persones i produïa anualment 17.500 tones de fil i 75 milions de metres de teixit, cosa que representava aproximadament el 10% de la producció de teles de cotó de l'Imperi. En aquell període, l'empresa estava valorada en uns 12 milions de rubles de plata i els seus actius assolien els 25 mil milions de rubles. Era un dels fabricants tèxtils més grans del món.
Cap al final de la Primera Guerra Mundial, el 1918, l'exèrcit alemany va ocupar Narva. Durant l'ocupació, la fàbrica va produir benes i teixits per a l'esforç de guerra alemany. No obstant això, en retirar-se aquell mateix any, l'exèrcit alemany es va emportar el subministrament de cotó de Kreenholm, deixant l'empresa sense matèries primeres amb què continuar produint en finalitzar el conflicte.
Quan Estònia es va convertir en un país independent el 1918, va perdre l'accés als mercats de la llavors Rússia soviètica. El 1921, l'empresa comptava amb només 1.453 empleats i la indústria cotonera estoniana va entrar en crisi. Tot i que la fàbrica es va veure obligada a reduir la seva plantilla i disminuir la producció, aviat va aconseguir accedir a altres mercats estrangers i va gaudir d'un cert èxit comercial durant les dècades de 1920 i 1930, en el marc de la República independent d'Estònia. El 1939, la fàbrica comptava amb 2.736 empleats.

Durant la Segona Guerra Mundial, amb la invasió i ocupació soviètica d'Estònia el 1940, el nou règim estalinista va nacionalitzar les instal·lacions de Kreenholm, juntament amb la resta de les indústries del país ocupat. 

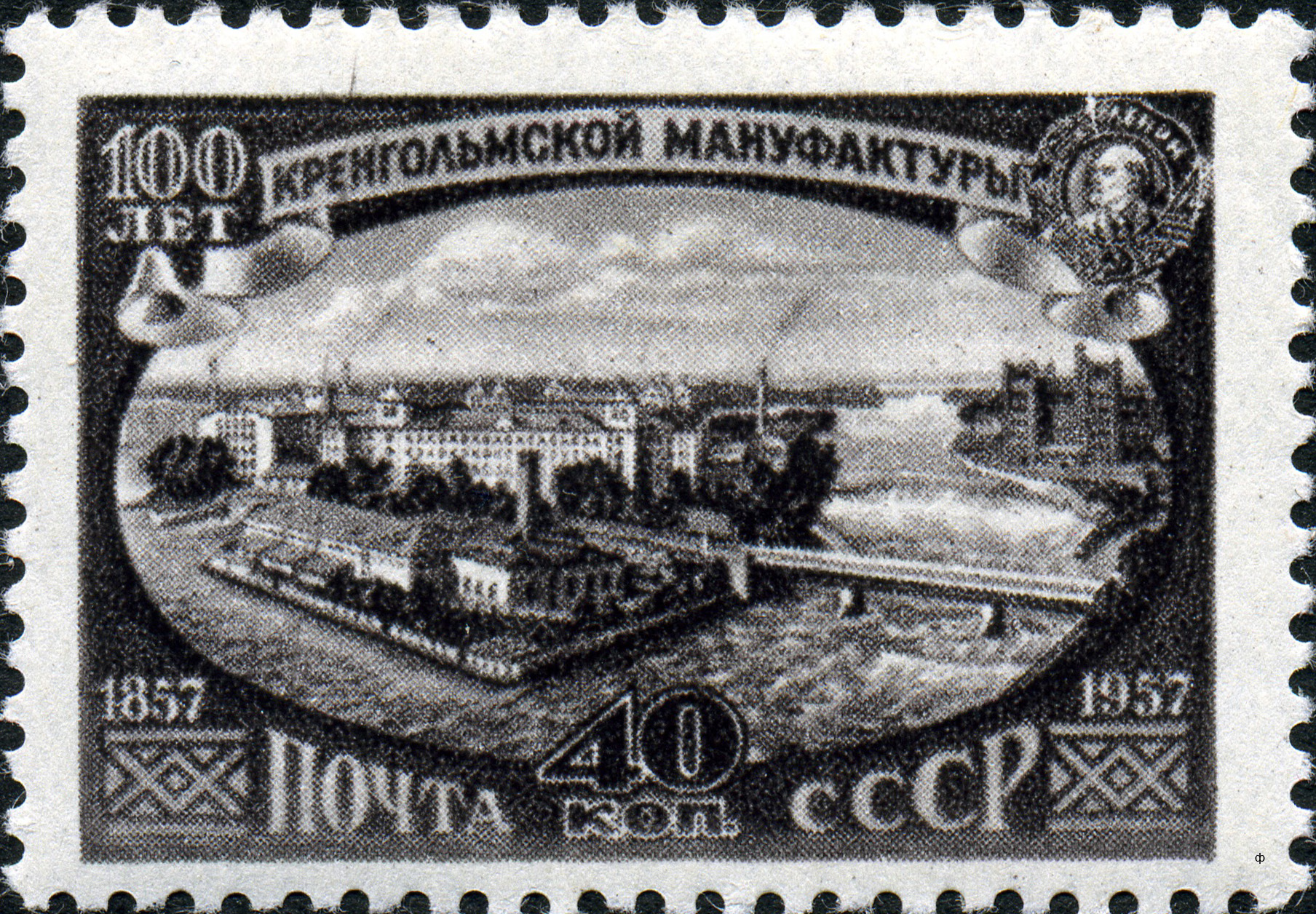
100 anys de fabricació de Krenholm. Correu de l'URSS, 1957.

La primera ordre de nacionalització de Kreenholm va ser emesa per les autoritats estalinistes el 29 de juliol de 1940. Konstantin Kosko va ser nomenat com el primer director de la fàbrica sota el nou règim. Durant l'ocupació soviètica d'Estònia entre 1940 i 1941, la fàbrica va perdre l'accés als mercats europeus, però el règim soviètic va aconseguir augmentar la producció per satisfer les necessitats internes de teixit del país. L'exèrcit nazi alemany va capturar Narva el 18 d'agost de 1941 i va utilitzar la ciutat per proveir el seu exèrcit de guerra. Quan l'Exèrcit Roig va recuperar Narva el 26 de juliol de 1944, la ciutat estava destruïda, la fàbrica era inoperable i els danys causats ascendien a un valor estimat de 250 milions de rubles soviètics. No obstant això, les autoritats estalinistes van decidir restaurar la fàbrica «per servir la Unió Soviètica».
Durant l'ocupació soviètica d'Estònia entre 1944 i 1991, la fàbrica Kreenholm es va convertir en una gran «empresa industrial socialista», que operava d'acord amb les ordres de l'economia planificada soviètica i no amb ànim de lucre. De 1945 a 1955, la fàbrica va passar de tenir 208 empleats, 58.368 fusos i 42 telers, a comptar amb 9.360 empleats, 222.516 fusos i 4.091 telers. El 1960, una teixidora de la fàbrica anomenada Taisia Marchenko va rebre el títol d'Heroïna del Treball Socialista. Per a la dècada de 1960, l'empresa havia recuperat la seva màxima capacitat productiva i es va convertir en un dels fabricants tèxtils més grans de l'antiga Unió Soviètica. Kreenholm va ampliar les seves instal·lacions i la seva gamma de productes, afegint, entre altres coses, tallers d'art per a disseny, cosa que li va permetre comptar amb un cicle complet de producció. En aquest període, l'ocupació va assolir les 12.500 persones.
A principis dels anys 1970, l'empresa soviètica utilitzava aproximadament 13.000 hectàrees de terreny i emprava unes 12.000 persones. Entre 1981 i 1985, Kreenholm va passar per un procés de reestructuració que va augmentar la seva producció i va millorar les condicions laborals. El 1985, va ser una de les tres empreses seleccionades a Estònia per experimentar amb l'exportació de productes fora de la URSS i entrar en mercats estrangers. Això va incrementar les inversions i va diversificar els productes, assolint un pic de 4 milions de dòlars en exportacions tant el 1989 com el 1990. Després de 1986, l'empresa ja no depenia de l'aprovació del ministeri tèxtil a Moscou, ja que havia obtingut l'autorització per exportar de forma independent.
Amb la restauració de la independència d'Estònia el 1991, Kreenholm va haver d'afrontar una difícil transició cap a l'economia de mercat global. El govern nacional va fundar l'Empresa Estatal de Manufactura Kreenholm per renovar la producció. El procés de privatització a Estònia va començar el 1994, i l'1 de gener de 1995 una empresa sueca, Borås Wäfveri AB, va adquirir l'empresa. Va ser rebatejada com a Krenholm Group i la seva reestructuració va incloure diverses unitats de producció, entre elles: Krenholm Finishing, Krenholm Sewing, Krenholm Spinning, Krenholm Terry Clothes, Krenholm Weaving i Krenholm Service. També era propietària d'importants filials de vendes com Krenholm Textile, Krenholm Scandinavia AB i Krenholm Germany GmbH. Narva va esdevenir el principal centre de producció del grup i, el 1999, Borås Wäfveri AB posseïa totes les accions del grup.

### Segle XXI

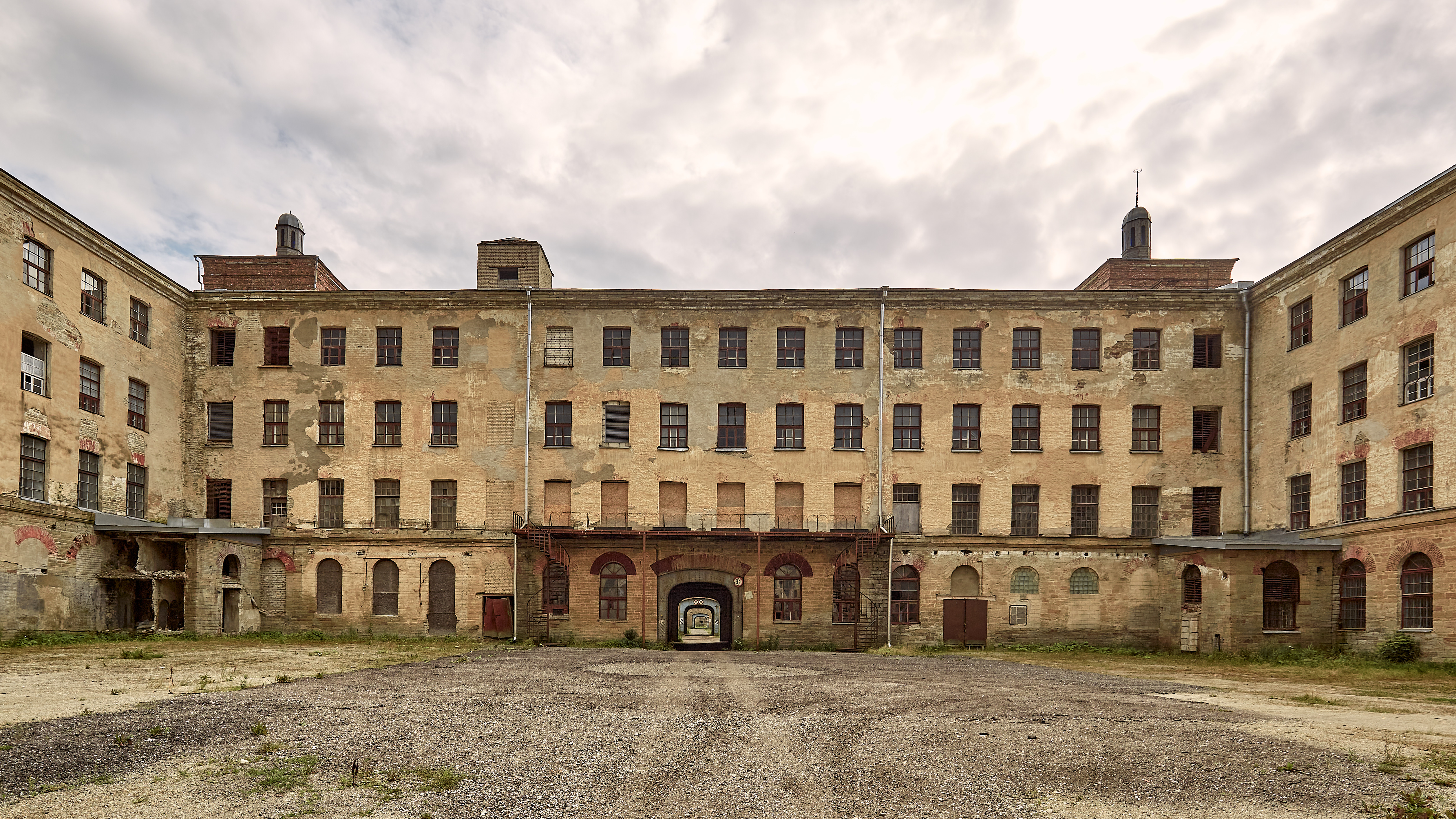
L'edifici de la fàbrica el 2020.

L'any 2000, les vendes de Kreenholm van assolir el seu punt màxim des de l'adopció de l'economia de mercat, amb un total de 1.240 milions de corones. El 2001, l'empresa exportava el 86% de la seva producció, principalment a mercats de la Unió Europea i dels Estats Units. El 2002, comptava amb 4.900 empleats. Al llarg dels primers anys de la dècada del 2000, l'empresa va registrar pèrdues i va travessar un procés de reestructuració que va comportar nombrosos acomiadaments. El 2003, es va veure obligada a acomiadar 170 treballadors després del tancament de la seva unitat de filatura. A principis del 2004, tenia 4.600 treballadors, dels quals 400 més van ser acomiadats a l'abril del mateix any. Durant aquest període, el Banc Mundial va recomanar que l'empresa reduís la seva plantilla a 3.800 persones per evitar una crisi financera. Enmig dels acomiadaments, els sindicats de Narva van organitzar una protesta silenciosa davant de la seu de Kreenholm. Malgrat les dificultats, l'empresa va aconseguir mantenir-se a flotació gràcies al finançament de bancs estonians i de la Corporació Financera Internacional. El 2007, l'empresa Narva Gate va comprar els terrenys on s'ubicava Kreenholm.
La companyia Krenholm va ser finalment declarada en fallida el novembre del 2010. Va ser adquirida per l'empresa sueca Prod i Ronneby AB, la filial de la qual a Narva, Eurotekstiil, va continuar amb algunes de les operacions. Quan es va declarar la fallida, l'empresa encara emprava unes 500 persones i acumulava un deute de 9,5 milions d'euros. El 2012, el president de la companyia va declarar que seria «absolutament impossible» restaurar l'escala operativa que havia tingut en el passat.
Actualment, hi ha plans per construir un barri cultural manufacturer al lloc de Kreenholm. El 2012, Eurotekstiil va canviar el seu nom a Kreenholmi Manufaktuur OÜ i va adquirir la marca registrada de l'antiga fàbrica per utilitzar-la en la seva línia de productes tèxtils, com ara rotllos de cortines i roba de llit de setí. L'empresa comptava amb 31 treballadors el 2021.